# 慈済大学
慈済大学（じさいだいがく、慈濟大學、英語: Tzu Chi University）は、花蓮県花蓮市中央路三段701号に本部を置く中華民国の私立大学。1994年創立、2000年大学設置。大学の略称は慈大（じだい）。
現在4学部、 17学科、18研究所を有す。
世界で最も献体登録者数が多い。

## キャンパス
校本部5人社院の2つ。

## 歴史
| 年     | 月日     | 事跡                                                                                             |
| ------ | -------- | ------------------------------------------------------------------------------------------------ |
| 1986年 | -        | 慈済医院が開院                                                                                   |
| 1989年 | -        | 看護学校慈済技術学院（現、慈済科技大学）が開校                                                   |
| 1994年 | 10月16日 | 前身である慈済医学院が開校                                                                       |
| 2000年 | 8月      | 慈済大学と改称                                                                                   |
| 2000年 | 9月      | 附属高級中学及び実験小学を設置                                                                   |
| 2024年 | 8月      | 慈済大学と慈済科技大学（1989年設立）を統合し、慈済科技大学が「慈済大学建国キャンパス」となった。 |

## 組織
- 医学部   
  - 医学科/大学院
  - 薬学科
  - 医学検査バイオテクノロジー学科/大学院
  - 公共衛生学科/大学院
  - 看護学科/準修士/大学院
  - 医学情報学科/大学院
  - リハビリテーション学科/大学院
  - 漢方医学準修士
  - 分子医学・遺伝学学科/大学院
  - 放射線技術科学科/大学院
  - 原住民健康研究所
  - 総合生理及び臨床科学研究所

- 生命科学部    
  - 生命科学科/大学院
  - 薬毒理学研究所
  - 分子生物及び細胞生物研究所
  - 人類遺伝学研究所
  - 神経科学研究所

- 人文社会学部  
  - 社会事業学科/大学院
  - 人類学研究所
  - 人類発展学科
  - 宗教文化研究所
  - 東方語文学科
  - 英米語文学科

- 教育コミュニケーション学部   
  - 教育研究所
  - 教職養成センター
  - コミュニケーション学科
  - 児童保育課程教育学科

## 学生
学生は全寮制で、教職員も含め、制服を着用する。制服は日本の各学校を視察して良い所を取り入れた。

## 教員

### 名誉校長
- 王本榮 - 2019年8月 - 現任（教育志業執行長を兼任）

### 歴代校長
1. 李明亮（漢語版）（生化学） - 1993年2月 - 2000年5月、同月に中華民国行政院衛生署長官に転任
2. 藍忠孚（社会医学） - 2001年3月 - 2002年7月
3. 方菊雄（遺伝学） - 2002年12月 - 2005年11月
4. 王本榮（小児神経科学） - 2006年3月 - 2019年8月
5. 劉怡均（脳神経科学） - 2019年8月 - 現任

## 附属学校
- 慈済大学附属幼稚園
- 慈済大学附属小学校
- 慈済大学附属中学校
- 慈済大学附属高等学校

## 姉妹校
- 慈済科技大学

## 国際学術交流等協定校
- 天理大学
- 淑徳大学
- 佛教大学
- カリフォルニア大学バークレー校
- 香港大学
- 北京大学
- 上海交通大学